# Regne de Lituània
El Regne de Lituània era una monarquia lituana que va existir des de 1251 fins aproximadament 1263. Mindaugas va ser el primer i únic rei coronat de Lituània. L'estat de regne es va perdre després de l'assassinat de Mindaugas el 1263. Altres governants de Lituània es van nomenar com grans ducs, encara que el seu poder era quasi idèntic a la d'un monarca. Es van fer dos intents de restablir el regne -per Vytautas el Gran el 1430 i pel Consell de Lituània el 1918.

## Història

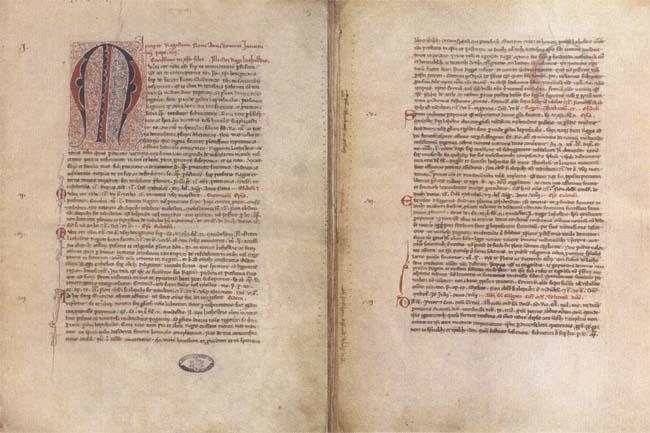
Butlla papal on es manava la creació del nomenament d'un bisbe que havia de dependre directament del papa de Roma.

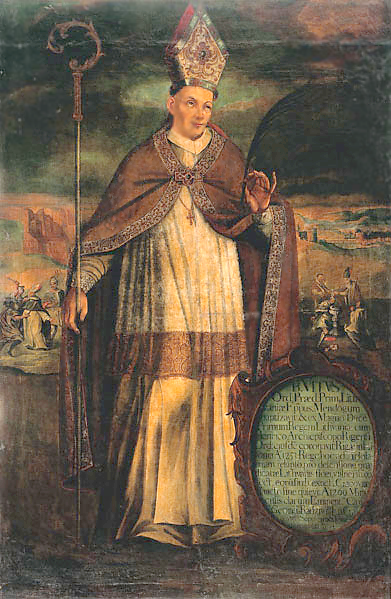
Sant Vitas primer bisbe de Lituània

A començaments del segle xiii, Lituània va ser habitada per diverses tribus bàltiques paganes, que van començar a organitzar-se en un estat: el Gran Ducat de Lituània. El 1230, Mindaugas va sorgir com el líder del Gran Ducat. El 1249, una guerra interna va esclatar entre Mindaugas i els seus nebots Tautvilas i Edivydas. Com cada bàndol va cercar aliats estrangers, Mindaugas va aconseguir convèncer l'Orde Livonià no solament per proporcionar ajut militar, sinó també per assegurar-se la corona reial de Lituània, a canvi de la seva conversió al catolicisme i la donació d'algunes terres a l'oest de Lituània.
L'estat d'un regne va ser concedida el 17 de juliol 1251, quan el bisbe de Chelmno va ser proposat per a la coronació de Mindaugas pel papa Innocenci IV pel mig d'una de les dues butlles emeses, amb l'esperança que el nou regne cristià pogués aturar les contínues incursions dels exèrcits de l'Horda d'Or, membre de l'Imperi Mongol. Segons l'acord aconseguit, dos anys més tard, Mindaugas i la seva esposa Morta van ser coronats com el Rei i la Reina de Lituània. A la segona butlla papal es manava la creació d'una catedral i el nomenament d'un nou bisbe que havia de dependre directament del papa de Roma.
La data d'edificació de la «Catedral de Mindaugas» és una altra de les qüestions sense resoldre, encara que recents excavacions arqueològiques han revelat l'existència d'una construcció de maó del segle xiii a l'emplaçament de l'actual catedral de Vílnius, assumint-se que són les restes de la catedral que Mindaugas va ordenar construir en virtut dels acords amb el papa. El 1255, Mindaugas va rebre el permís del papa Alexandre IV per passar la corona al seu fill com Rei de Lituània.
La coronació i l'aliança amb l'Orde Livonià va provocar un període de pau entre Lituània i Livònia. Durant aquest temps, els lituans es van expandir cap a l'est, mentre Livònia va intentar conquerir Samogítia. Animat pel seu nebot Treniota, Mindaugas va trencar la pau després que l'orde fos derrotada en la batalla de Skuodas el 1259 i a la batalla de Durbe el 1260. La influència de Treniota va créixer a mesura que va lliurar una guerra contra l'Orde i les seves prioritats van començar a divergir de les de Mindaugas. El conflicte va acabar amb l'assassinat de Mindaugas i dos dels seus fills el 1263. El país va tornar al paganisme i es va perdre la seva condició com a regne. L'estat va sobreviure com el Gran Ducat de Lituània i els governants posteriors són coneguts com a grans ducs, ja que no podien ser coronats com a reis, fins que es van convertir al cristianisme (la cristianització de Lituània només es va produir el 1387).

## Els intents de restablir el regne

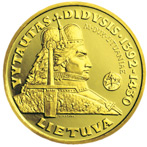
Moneda commemorativa de litas dedicada a Vytautas el Gran

Hi va haver un primer intent pel Gran Duc Vytautas el Gran per rebre la corona reial (va governar 1392-1430). En aquest moment, va ser proclamat rei, i Lituània, un regne, per Segimon I, emperador del Sacre Imperi Romanogermànic el 1430, però la corona reial, que va ser enviat per Segimon a Vytautas, va ser interceptada pels nobles polonesos. Poc després Vytautas va morir, sense haver estat coronat com a rei.
Després que Lituània va declarar la seva independència al febrer de 1918, la monarquia va ser restablerta i el segon duc d'Urach va ser invitat a convertir-se en rei Mindaugas II. Tanmateix, la monarquia va ser de curta durada i Mindaugas II mai no va visitar Lituània. El Regne de Lituània era un estat dependent de l'Imperi Alemany i després de la derrota d'Alemanya a la Primera Guerra Mundial a la tardor de 1918, la idea d'una monarquia va ser abandonada a favor d'una república democràtica.